# Charles Tolliver
Charles Tolliver (6 marts 1942 i Jacksonville Florida) er en amerikansk trompetist.
Tolliver har spillet med Jackie McLean, Andrew Hill, Booker Ervin, Max Roach, McCoy Tyner, Horace Silver etc.
Han har ligeledes lavet en del plader i eget navn. 